# Idiocerus xanthiops
Idiocerus xanthiops är en insektsart som beskrevs av Hamilton 1980. Idiocerus xanthiops ingår i släktet Idiocerus och familjen dvärgstritar. Inga underarter finns listade i Catalogue of Life.